# Parascience
Para-sciences, parasciences et sciences parallèles sont des termes apparus au début du XXe siècle pour remplacer les expressions de « sciences occultes » et de « pseudo-sciences ».
Le préfixe « para », du grec παρά « à côté de », fait référence à ce qui n'utilise pas des méthodes scientifiques reconnues aujourd'hui par la communauté scientifique.

## Exemples
Voici quelques exemples de para-sciences non reconnues par le consensus scientifique :
- Médecines non conventionnelles (pratiques énergétiques, homéopathie, naturopathie, ostéopathie, chiropraxie, guérisseurs, etc.)
- Psychologie transpersonnelle
- Parapsychologie
- Cryptozoologie
- Astroarchéologie
- JOTT Phénomène[Quoi ?][réf. nécessaire]
- Ufologie
- Arts divinatoires (Astrologie)

## Historique
Selon Pierre Lagrange, sociologue des sciences et spécialiste de l'étude des controverses sur les para-sciences, voici un historique de leur apparition : « De nouvelles "disciplines" vont peu à peu apparaître dans le sillage des sciences : la cryptozoologie (1955, Bernard Heuvelmans), la parapsychologie (1934, Joseph B. Rhine) ou l'ufologie (1950), la transcommunication (1992, Adolf Homes) ou l'homéopathie (1810, Samuel Hahnemann) venant à chaque fois compléter une avancée de la science officielle par sa contrepartie parascientifique. […] L'archéoastronomie (1963, Gerald Hawkins) étudie la signification astronomique des monuments antiques, notamment mégalithiques. […] La revue Kadath est la première revue d'archéologie parallèle (1973). […] La psychologie transpersonnelle (1969, Abraham Maslow) [prend] en compte les phénomènes de synchronicité, l'étude des états modifiés de conscience, celle des expériences mystiques. »